# Friedel Behrendt

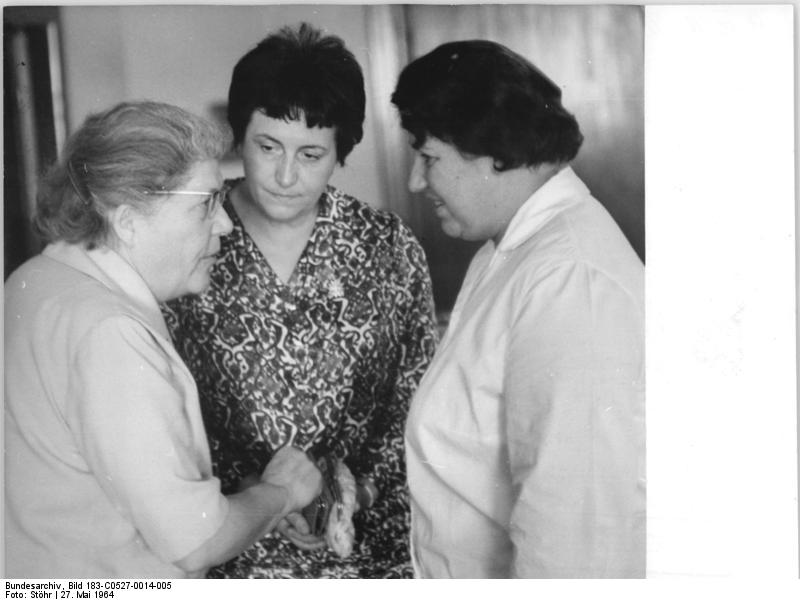
Friedel Löhr (links) bei einer DFD-Bezirksdelegiertenkonferenz (1964)

Friedel Behrendt, verheiratet Friedel Löhr, auch Frieda Löhr, (geboren 15. Februar 1897 in Pasewalk; gestorben 14. Dezember 1979 in Ost-Berlin) war eine deutsche Politikerin.

## Leben

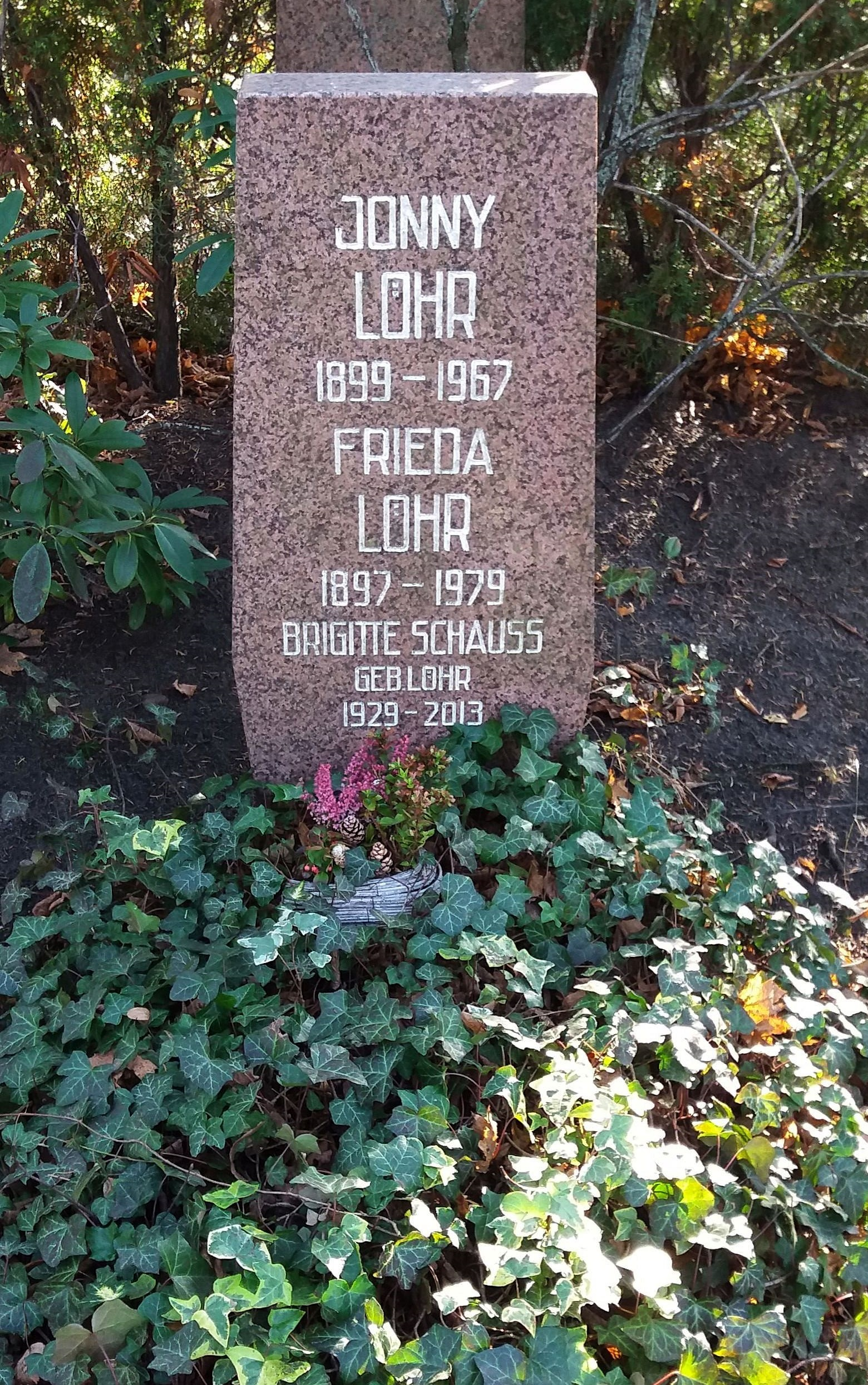
Grabstätte auf dem Sozialistenfriedhof

Friedel Behrendt war eine Tochter des Pasewalker Gießereiunternehmers und Ratsherrn Paul Behrendt (1860–1939) und der Martha Getzel, sie hatte vier Geschwister. Das Unternehmen musste unter dem nationalsozialistischen Judenboykott 1934 schließen. Ihre Mutter wurde 1943 im Ghetto Theresienstadt ein Opfer des Holocaust, eine Schwester wurde im KZ Auschwitz ermordet, den anderen Geschwistern gelang die Emigration.
Frieda Behrendt schloss sich als Jugendliche der jüdischen Wandervogelbewegung an. Sie machte das Lehrerinnenexamen und studierte Germanistik und Geschichte an der Universität Jena und der Universität Greifswald. Sie wurde 1921 Mitglied der KPD und arbeitete als Kontoristin in einer Margarinefabrik. Sie machte eine Ausbildung zur Wohlfahrtspflegerin an der Sozialen Frauenschule in Hamburg und arbeitete ab 1923 als Lehrerin im Landerziehungsheim Elise Höniger in Agnetendorf.
Behrendt heiratete 1924 den Ingenieur und kommunistischen Aktivisten Jonny Löhr, sie hatten eine Tochter. 1929 gingen sie nach Rumänien, wo er wegen politischer Agitation im Gastland zu 10 Jahren Gefängnis verurteilt wurde, die er auch absitzen musste. Frieda ging mit dem Kind zurück nach Deutschland. Nach 1933 fand sie wegen ihrer jüdischen Herkunft nur noch in kleineren Textilbetrieben Arbeit. In der Zeit des Nationalsozialismus gehörte sie zu einer illegalen KPD-Gruppe. Löhr emigrierte 1937 nach Dänemark und 1941 in die UdSSR, wo sie wieder mit ihrem Mann zusammenkam und wegen des Deutschen Überfalls in den Osten evakuiert wurde.
Im Juni 1945 kehrte sie mit Mann und Kind nach Deutschland zurück. Sie wurde Mitglied der SED und war zunächst in der Justizververwaltung des Landes Mecklenburg-Pommern tätig. 1948 wechselte sie zur NDPD und war als Mitarbeiterin des Parteivorstandes der NDPD in Ost-Berlin beschäftigt. Sie engagierte sich auch im Demokratischen Frauenbund Deutschlands.

## Schriften
- Friedel Behrendt: Eine Frau in zwei Welten : Kapitel aus meinem Leben. Berlin : Verlag der Nation, 1963